# دوفيداس شاكينيز
دوفيداس شاكينيز مواليد 2 يوليو 1992 في شياولياي، ليتوانيا، هو لاعب كرة مضرب ليتواني يلعب باليد اليسرى. أعلى مركز له في الفردي في تصنيف رابطة محترفي كرة المضرب كان المركز الـ 808 في سنة 2010. أعلى تصنيف له في الزوجي كان المركز الـ 1214 في سنة 2011.

## روابط خارجية
- دوفيداس شاكينيز على موقع رابطة محترفي التنس (الإنجليزية)
- دوفيداس شاكينيز على موقع الاتحاد الدولي لكرة المضرب (الإنجليزية)
- دوفيداس شاكينيز على موقع كأس ديفيز (الإنجليزية)
- دوفيداس شاكينيز على موقع خلاصة التنس.كوم (الإنجليزية)